# Java (programski jezik)
Java je objektno usmerjeni, prenosljivi programski jezik, ki ga je razvil James Gosling s sodelavci v podjetju Sun Microsystems (danes del podjetja Oracle). Projekt, ki se je v začetku (leta 1991) imenoval Oak (hrast), je bil razvit kot zamenjava za C++. Jave ne smemo zamenjevati z jezikom JavaScript, ki ima podobno ime, ter podobno, C-jevsko skladnjo. Različica Java 1.0 je bila objavljena leta 1996, zadnja različica je Java 23 (september 2024). Javo vzdržuje in posodablja Oracle. Sicer obstaja tudi odprtokodna verzija orodij za razvoj Jave (JDK), ki se imenuje Java OpenJDK.
Tolmač za javo je vgrajen v večino spletnih brskalnikov, s tem se javanski programčki (applet) lahko izvajajo kot del HTML dokumenta.

## Vrste
Poznamo štiri vrste Jave, namenjene različnim aplikacijskim okoljem in platformam:
- Java Card za pametne kartice.
- Java Platform, Micro Edition (Java ME) – namenjena okoljem z omejenimi viri (mobiteli, pametni televizorji)
- Java Platform, Standard Edition (Java SE) – standardna različica Jave za osebne računalnike
- Java Platform, Enterprise Edition (Java EE) – poslovna različica Jave

Z Javo se da programirati aplikacije na mobilnih telefonih (Java ME) in pametnih telefonih z operacijskim sistemom Android.
Javo lahko namestimo tudi na mikroprocesorje ARM in sicer po ne tako prijaznem postopku, ki ga lahko najdemo v tem članku v poglavju Zunanje povezave.

## Program Pozdravljen svet
Programček PozdravljenSvet demonstrira osnovne elemente jezika:
```
// Ime datoteke se mora ujemati z imenom glavnega razreda (class), torej PozdravljenSvet.java </font>

public
 
class
 
PozdravljenSvet
 
{

    
public
 
static
 
void
 
main
(
String
[]
 
args
)
 
{

        
System
.
out
.
println
(
"Pozdravljen svet!"
);

    
}

 
}

```

## Komentarji
Komentarji so opombe h kodi, ki služijo zgolj lažjemu razumevanju programa; prevajalnik jih ignorira.
V Javi poznamo tri vrste komentarjev Prvi je enovrstičen, ki ga napovemo z dvema poševnicama (//), drugi so bločni komentarji, ki jih pišemo s poševnico in zvezdico (/*) in jih zaključimo z (*/) ter dokumentacijske komentarje, ki jih prepoznamo po poševnici in dveh zaporednih zvezdicah (/**) in jih zaključimo na enak način kot bločne komentarje. Dokumentacijski komentarji se uporabljajo za izdelavo avtomatične dokumentacije z uporabo programa javadoc.

Enovrstični komentar:
```
// Zgled enovrstičnega komentarja

```

Bločni komentar:
```
/*

Zgled

več

vrstičnega

komentarja

*/

```

Dokumentacijski komentar:
```
/**

* @author Oseba

* @version 1.00

*/

```